# Go! Go! Ackman
Go! Go! Ackman (ゴーゴーアックマン?, Gōgōakkuman) è un manga di Akira Toriyama pubblicato su V Jump dal 1993 al 1994, distribuito in undici capitoli autoconclusivi.
È stato inserito nel terzo volume della raccolta Toriyama World del 1997 e nel primo volume di Akira Toriyama - Menu à la Carte del 2008, ambedue editi da Star Comics rispettivamente nel 1999 (quinto volumetto del formato italiano) e nel 2012. Nel 1994 ne è stato prodotto un cortometraggio OAV da parte della Toei Animation.

## Trama
Risvegliatosi da un lungo sonno, il demone Ackman giunge sulla Terra per  raccogliere anime per conto di Satana. 
Le donne e i bambini sono i preferiti di Satana e valgono molti punti.

### Capitoli
1º capitolo
- Ackman decide di andare alla ricerca di donne e si ritrova così in spiaggia. Qui però le donne indossano il bikini, punto debole di Ackman, che così preso dall'emozione se ne va.

2º capitolo
- Ackman va in giro in cerca di donne più vestite per la città, dove trova una ragazza che sta combattendo con dei furfanti. I furfanti però scoprono Ackman e gli sparano. Ackman però non subisce danno e decide di ammazzare i furfanti invece che la ragazza.

3º capitolo
- Ackman è alla ricerca di altre anime. Nel frattempo però incontra un angelo, il nemico giurato di Ackman. Quest'angelo attacca Ackman con ogni arma distruggendo la città (invece di portare la pace) e donando ad Ackman tante anime.

4º capitolo
- Ackman viene condotto in un bosco, dove Angelo lo sorveglia con un fucile. Ackman involontariamente fa scoppiare una macchina, e una signora gli si avvicina per chiedergli cosa fosse successo, e in quel attimo Angelo spara sbagliando mira e prendendo la signora.

5º capitolo
- Angelo uscito dal carcere, decide di attaccare Ackman con un serial killer. Ackman incontra il serial killer e involontariamente lo uccide.

6º capitolo
- Angelo decide di provare con un lottatore professionista, che Ackman non riesce a controbattere. Ackman capisce di non poter vincere lo scontro e spara al lottatore.

7º capitolo
- Ackman lascia cadere involontariamente il suo manga (proprio Go! Go! Ackman) che Angelo legge. Dopo averlo letto scopre che il punto debole di Ackman sono le donne sexy e le mutandine. decide di portare Ackman in una zona, dove li per lui c'è una prostituta. Ackman è proprio spacciato, fin quando la donna si leva le mutandine e si scopre che è una transessuale. Angelo perde di nuovo e si arrende.

8º capitolo
- Ackman finalmente libero da Angelo decide di farsi una passeggiata con una macchina. Andando in giro scopre un disco alieno. Da questa navicella escono due alieni, simili a polpi. Ackman è contentissimo, perché i due alieni sono distruttori e ciò permetterà ad Ackman di avere più anime. Ma gli alieni, stupiti e impauriti della presenza del demone, decidono di ucciderlo. Ackman risponde con la sua arma migliore: la spada. I due alieni muoiono e Ackman torna a casa deluso.

9º capitolo
- Passata una settimana dagli eventi Ackman si dirige da Satana per dargli da mangiare le anime. Purtroppo le anime di Ackman sono esigue e Satana non ringiovanisce. Arriva poi una certa Majo. Majo ha ucciso veramente tante anime e Ackman si innamora improvvisamente. Chiede così di sposarla.

10º capitolo
- Majo non risponde e Ackman torna alla sua vita di sempre. Angelo, dopo circa 2 settimane di allenamento, attacca Ackman. Ackman è munito della sua rivoltella, e mentre Angelo sta per sferrare un pugno Ackman spara. Angelo si arrende e lascia perdere Ackman per sempre.

11º capitolo
- Ackman rincontra Majo e richiede di sposarla, ma Majo è già fidanzata. Il fidanzato è un demone rozzo, che sfida subito Ackman. Ackman si rivela subito un ragazzino eccezionale e spazza via il fidanzato. Majo e Ackman si sposano, ma Ackman se ne pente.

## Cameo
Il personaggio appare nel capitolo 31 di Dragon Ball SD, "Terrore! Il raggio Akkumite", incluso nel 4° volume, facendo riferimento al fatto che Akkuman possiede gli stessi ideogrammi di Ackman.